# Aleja Unii Lubelskiej w Łodzi
Aleja Unii Lubelskiej w Łodzi – ulica znajdująca się w rejonie Polesia, przebiegająca przez osiedla Karolew i Zdrowie. Pierwsze wzmianki o ulicy pojawiają się w sprawozdaniu zarządu miasta za rok 1915/16, gdzie jest mowa o profilowaniu alei. Pierwotnie nosiła nazwę alei Unii, którą to nosiła aż do 1994 roku (z przerwą w latach 1940-45, kiedy to była nazywana Sportsallee), kiedy to nadano obecną nazwę. Mimo to pierwotna nazwa jest wykorzystywana w mowie potocznej po dziś dzień.

## Ważne obiekty
- Dworzec kolejowy Łódź Kaliska (nr 1),
- Stadion Miejski i Łódź Sport Arena im. Józefa Żylińskiego (nr 2),
- Park im. Józefa Piłsudskiego,
- Aquapark Fala,
- Strzelnica Bractwa Kurkowego w Łodzi.

## Komunikacja

### Linie autobusowe
- 72A, 72B (Janów - Huta Jagodnica)
- 83 (cm. Szczecińska - pl. Mikulskiego)
- N3A/B (Instytut „Centrum Zdrowia Matki Polki” - Teofilów Rojna)

Ulicę przecina trasa linii tramwajowej 9 biegnąca wzdłuż ulicy Konstantynowskiej.